# Sophronius
Sophronius , född omkring 560 i Damaskus, död sannolikt 638, var patriark av Jerusalem. 
Han levde som munk och var från 633 monoteletismens huvudmotståndare. Han blev 634 patriark i Jerusalem där han fick uppleva stadens erövring av muslimerna. Han blev känd för stor lärdom och fromhet och efterlämnade en mängd verk, helgonkrönikor, predikningar, ett stort dogmatiskt arbete (nu förlorat), dikter med mera. Hans skrifter är utgivna av Jacques Paul Migne i "Patrologia" ("Series graeca", bd 87). 